# Суха Балка (притока Орчика)
Суха Балка, (також Суха Комишуваха, Мокра Комишуватка   — річка у Берестинському та Богодухівському районах Харківської області, ліва притока Орчика (басейн Дніпра).

## Опис
Довжина річки приблизно 18 км. Формується з декількох безіменних струмків та водойм. Площа басейну 79,1 км².

## Розташування
Суха Балка бере початок в селі Станичне. Тече переважно на північний захід через село Суха Балка і на південно-західній околиці села Вишневе впадає у річку Орчик, праву притоку Орелі.